# Фарн (Северная Осетия)
Фарн (осет. Фарныхъæу) — село в Правобережном районе Республики Северная Осетия — Алания.
Административный центр муниципального образования «Фарновское сельское поселение».

## География
Село расположено в южной части Правобережного района, на левом берегу реки Терек. Находится напротив районного центра — Беслан, в 20 км к северо-западу от города Владикавказ.

## История
На левом берегу реки Терек, напротив города Беслан, будущим жителям села были выделены земли, и их стали заселять выходцы из различных горных селений, таких, как: Даргавс, Ламардон, Джимара, Какадур, Фазикау, Хынцаг, Кани, Саниба и Кобань, располагавшихся в Даргавском, Санибанском и Кобанском ущельях. Первопоселенцами основанное ими селение было названо — Фарн, что в переводе с осетинского означает — «изобилие».

## Население
| 2002  | 2010  | 2011  | 2012  | 2013  | 2014  | 2015  |
| ----- | ----- | ----- | ----- | ----- | ----- | ----- |
| 1556  | ↘1390 | ↘1388 | ↗1397 | ↘1345 | ↘1334 | ↗1347 |
| 2016  | 2017  | 2018  | 2019  | 2020  | 2021  | 2023  |
| ↘1336 | ↘1331 | ↗1335 | →1335 | ↗1348 | ↗1371 | ↘1367 |
| 2024  | 2025  |       |       |       |       |       |
| ↗1377 | ↗1384 |       |       |       |       |       |

## Улицы
- Братьев Цахиловых
- Джимиева
- Комсомольская
- Ленина
- Степная

## Памятники архитектуры
- Братская могила советских воинов, погибших в 1942 году (во дворе школы с. Фарн).
- Мемориал односельчанам, погибшим в годы Великой Отечественной войны (на южной окраине селения).